# Rallarbi
Rallarbi (Megachile lapponica) är ett solitärt bi i familjen buksamlarbin och släktet tapetserarbin som finns på stora delar av det norra halvklotet.

## Beskrivning
Ett ganska slankt bi med svart grundfärg. Ovansidan på huvud och mellankropp har mörkbrun till svart, gles behåring medan ansiktet har gles, vitaktig behåring hos honan, mera tät och varmgul hos hanen. Vingarna är halvgenomskinliga med svarta ribbor hos honan, bruna hos hanen. Tergit 3 till 5 har korta, raka hår, medan de mörka håren på ytterkanterna av tergit 6 är bakåtriktade. Från huvudet till tergit 2 har arten blekt grå till beigefärgade hår på sidorna. Längs bakkanterna av tergit 2 till 5 finns smala, vita hårband, som hos de fyra främsta tergiterna är avbrutna mittpå. Honan har en röd polleninsamlingsborste på buken. Kroppslängden är 11 till 12 mm hos honan, 9 till 10 mm hos hanen.

## Ekologi
Rallarbiet är anpassat till barrskog, inte minst i tajgan, och lever vid nybyggda skogsvägar, nerbrunnen skog, hyggen, skogsbryn och gläntor. Arten är oligolektisk, den är starkt specialiserad på blommande arter från dunörtssläktet, särskilt mjölkört. Nektar kan den även hämta från arter i hallonsläktet och från ärtväxter. Flygtiden är anpassad till mjölkörtens blomningsperiod, och varar från slutet av juni till augusti.
Arten är ett solitärt bi, det vill säga att det inte bildar samhällen. Honan inrättar sina larvbon i befintliga insektsgångar i dött trä, bland annat nerbrunna träd och stubbar med gamla larvgångar efter långhorningar som tallbock. Larvcellerna fylls med pollen, och tapetseras med bladbitar från mjölke eller björk, som honan skär ut med hjälp av sina käkar. Det förekommer att bona angrips av boparasiten smalkägelbi, som lägger sina ägg i larvcellerna, där de resulterande kägelbilarverna lever av den insamlade födan efter det värdägget eller -larven dödats.

## Utbredning
Den eurasiatiska utbredningen omfattar Mellan- och Nordeuropa från Frankrike i väster österut över Ryssland och Asien till Sibirien, Korea och Japan. I Nordamerika finns arten i nästan hela Kanada och Alaska, vanligast i bergen och de nordliga delarna.
I Sverige, där den är klassificerad som livskraftig (LC), finns den från Skåne till Torne lappmark i Norrbotten.
I Finland, där den också är klassificerad som livskraftig, finns den från Åland och sydkusten norrut till södra Lappland.